# اد هاوکینز (اقلیم‌شناس)
ادوارد هاوکینز MBE (متولد ۱۹۷۷) دانشمند بریتانیایی و استاد اقلیم‌شناسی در دانشگاه ریدینگ، دانشمند ارشد تحقیقاتی در مرکز ملی علوم جوی (NCAS)، سردبیر وبلاگ کتاب آزمایشگاه اقلیم و دانشمند ارشد پروژهٔ علوم شهروندی نجات آب و هوا است. او به خاطر مصورسازی داده‌های تغییرات اقلیمی برای عموم مردم، مانند نوارهای گرمایشی و مارپیچ‌های اقلیمی، شناخته شده است.

## تحصیلات
هاوکینز در دانشگاه ناتینگهام تحصیل کرد و در سال ۲۰۰۳ به خاطر تحقیقاتی که تحت نظارت استیو مدوکس انجام داده بود و نیز بررسی خوشه‌بندی کهکشان‌ها در نقشه‌برداری‌های انتقال به سرخ بزرگ، مدرک دکترای خود را در رشتهٔ اخترفیزیک دریافت کرد.